# Махмутова, Исламия Идиатулловна
Махмутова Исламия Идиатулловна (1 декабря 1939, Верхнее Алькеево, Нижнеалькеевское сельское поселение — 3 декабря 2019, Казань) — заслуженная артистка Татарской АССР (1973), народная артистка Татарской АССР (1981), заслуженная артистка РСФСР (1987), лауреат премии «Тантана» (2011).

## Биография
Исламия родилась в селе Верхнее Алькеево (Алькеевский район, Татарская АССР) 1 декабря 1939 года. Её отец был гармонистом, мать — певицей.
В Казань приехала в 1963 году, когда ей было 23 года, без профессионального образования начала работать в Республиканском передвижном театре, который ныне является Татарским государственным театром драмы и комедии им. К. Тинчурина. Исламия сначала работала бутафором и техником, затем ей начали давать второстепенные роли.
Проработала в Татарском государственном театре драмы и комедии с 1963 по 1988 год, в 1991—1992 годах являлась художественным руководителем этого театра.
За 55 лет творческой жизни она воплотила на сцене целый ряд разных по характеру образов. Среди ролей Махмутовой — Ясмина («Вслед за дикими гусями»), Беатриче («Слуга двух господ»), Койтым-бикэ («Итиль-река течёт»), Рашида («Соловушка с шелковым пояском»), Шамсикамар в одноимённой постановке, Замзямбану («Ташкыннар»), Ана («Белое платье моей матери») и другие.
Как режиссёр поставила спектакли «Ошибка молодости» Данила Салихова, «Белый красавчик» Наиля Гаетбая, «Резедушечка» Ильдара Юзеева и Шакира Мазитова, «Сломанный браслет» Радифа Сагди и другие. Исламия Махмутова — автор пьес «Родник любви», «Хотелось увидеть…» и «Ты моя единственная». Перевела на татарский язык пьесу Б. Брехта «Мамаша Кураж и её дети», участвовала в телефильмах. Известна также как исполнительница татарских песен.
Ушла из жизни 3 декабря 2019 года после тяжёлой болезни. Похоронена на мусульманском кладбище села Самосырово г. Казани рядом с супругом.

## Звания и награды
- заслуженная артистка Татарской АССР (1973).
- Народная артистка Татарской АССР (1981).
- Заслуженная артистка РСФСР (1987).
- Лауреат премии «Тантана» (2011).